# Natasha Bodnarchuk
Natasha Bodnarchuk (ur. 13 czerwca 1998 w Calgary) – kanadyjska skoczkini narciarska. Medalistka mistrzostw kraju.

## Przebieg kariery
W lutym 2016 w Whistler zdobyła srebrny medal w konkursie indywidualnym na skoczni normalnej w ramach mistrzostw Kanady, przegrywając z Eleorą Hamming.
W tym samym miesiącu zadebiutowała także w oficjalnych zawodach międzynarodowych rozgrywanych przez Międzynarodową Federację Narciarską, zajmując 36. pozycję podczas rywalizacji indywidualnej na mistrzostwach świata juniorów w Râșnovie.
W marcu 2016 zadebiutowała w cyklu FIS Cup, zajmując w Harrachovie 23. i 13. pozycję. Dzięki zdobytym wówczas 28 punktom została sklasyfikowana na 52. miejscu klasyfikacji generalnej tego cyklu w sezonie 2015/2016.
W grudniu 2021 zakończyła karierę sportową.

## Mistrzostwa świata

### Indywidualnie
| 2017 Lahti      | – | 40. miejsce (K-90)             |
| 2021 Oberstdorf | – | nie zakwalifikowała się (K-95) |

### Drużynowo
| 2017 Lahti      | – | 12. miejsce (K-90, drużyna mieszana) |
| 2021 Oberstdorf | – | 11. miejsce (K-95)                   |

### Starty na mistrzostwach świata – szczegółowo
| Miejsce | Dzień     | Rok  | Miejscowość | Skocznia            | Punkt K | HS     | Konkurs      | Skok 1                  | Skok 2                  | Nota                    | Strata                  | Zwycięzca   |
| ------- | --------- | ---- | ----------- | ------------------- | ------- | ------ | ------------ | ----------------------- | ----------------------- | ----------------------- | ----------------------- | ----------- |
| 40.     | 24 lutego | 2017 | Lahti       | Salpausselkä        | K-90    | HS-100 | indywid.     | 74,5 m                  | –                       | 78,1 pkt                | 176,5 pkt               | Carina Vogt |
| 12.     | 26 lutego | 2017 | Lahti       | Salpausselkä        | K-90    | HS-100 | druż. miesz. | 76,0 m                  | –                       | 379,5 pkt (80,4 pkt)    | 656,0 pkt               | Niemcy      |
| NQ      | 25 lutego | 2021 | Oberstdorf  | Schattenbergschanze | K-95    | HS-106 | indywid.     | nie zakwalifikowała się | nie zakwalifikowała się | nie zakwalifikowała się | nie zakwalifikowała się | Ema Klinec  |
| 11.     | 26 lutego | 2021 | Oberstdorf  | Schattenbergschanze | K-95    | HS-106 | druż.        | 70,5 m                  | –                       | 246,7 pkt (55,7 pkt)    | 712,6 pkt               | Austria     |

## Mistrzostwa świata juniorów

### Indywidualnie
| 2016 Râșnov     | – | 36. miejsce (K-90) |
| 2017 Park City  | – | 12. miejsce (K-90) |
| 2018 Kandersteg | – | 29. miejsce (K-95) |

### Drużynowo
| 2017 Park City  | – | 6. miejsce (K-90) |
| 2018 Kandersteg | – | 8. miejsce (K-95) |

### Starty na mistrzostwach świata juniorów – szczegółowo
| Miejsce | Dzień     | Rok  | Miejscowość | Skocznia                    | Punkt K | HS     | Konkurs  | Skok 1 | Skok 2 | Nota                  | Strata    | Zwycięzca        |
| ------- | --------- | ---- | ----------- | --------------------------- | ------- | ------ | -------- | ------ | ------ | --------------------- | --------- | ---------------- |
| 36.     | 23 lutego | 2016 | Râșnov      | Trambulina Valea Cărbunării | K-90    | HS-100 | indywid. | 68,0 m | –      | 51,0 pkt              | 158,0 pkt | Chiara Hölzl     |
| 12.     | 1 lutego  | 2017 | Park City   | Utah Olympic Park           | K-90    | HS-100 | indywid. | 84,5 m | 84,5 m | 196,4 pkt             | 43,4 pkt  | Manuela Malsiner |
| 6.      | 3 lutego  | 2017 | Park City   | Utah Olympic Park           | K-90    | HS-100 | druż.    | 76,5 m | 86,0 m | 576,0 pkt (169,1 pkt) | 196,1 pkt | Niemcy           |
| 29.     | 2 lutego  | 2018 | Kandersteg  | Lötschberg-Schanze          | K-95    | HS-106 | indywid. | 80,0 m | 78,5 m | 149,9 pkt             | 112,7 pkt | Nika Križnar     |
| 8.      | 3 lutego  | 2018 | Kandersteg  | Lötschberg-Schanze          | K-95    | HS-106 | druż.    | 72,5 m | 71,5 m | 454,7 pkt (88,8 pkt)  | 278,4 pkt | Słowenia         |

## Puchar Świata

### Miejsca w klasyfikacji generalnej
| Sezon     | Miejsce |
| --------- | ------- |
| 2016/2017 | 44.     |
| 2017/2018 | 55.     |

### Miejsca w poszczególnych konkursachPucharu Świata
| Źródło | Źródło      | Źródło           | Źródło           | Źródło     | Źródło     | Źródło     | Źródło  | Źródło | Źródło      | Źródło      | Źródło      | Źródło      | Źródło     | Źródło      | Źródło      | Źródło     | Źródło     | Źródło      | Źródło    | Źródło      | Źródło      | Źródło      | Źródło      | Źródło | Źródło | Źródło | Źródło | Źródło | Źródło | Źródło | Źródło | Źródło | Źródło | Źródło | Źródło | Źródło | Źródło | Źródło | Źródło | Źródło | Źródło | Źródło | Źródło | Źródło | Źródło | Źródło | Źródło | Źródło | Źródło |
| --- | ----------- | ---------------- | ---------------- | ---------- | ---------- | ---------- | ------- | ------ | ----------- | ----------- | ----------- | ----------- | ---------- | ----------- | ----------- | ---------- | ---------- | ----------- | --------- | ----------- | ----------- | ----------- | ----------- | ------ | ------ | ------ | ------ | ------ | ------ | ------ | ------ | ------ | ------ | ------ | ------ | ------ | ------ | ------ | ------ | ------ | ------ | ------ | ------ | ------ | ------ | ------ | ------ | ------ | ------ |
| Sezon 2016/2017 |             |                  |                  |            |            |            |         |        |             |             |             |             |            |             |             |            |            |             |           |             |             |             |             |        |        |        |        |        |        |        |        |        |        |        |        |        |        |        |        |        |        |        |        |        |        |        |        |        |        |
| Lillehammer | Lillehammer | Niżny Tagił      | Niżny Tagił      | Oberstdorf | Oberstdorf | Sapporo    | Sapporo | Zaō    | Zaō         | Râșnov      | Râșnov      | Hinzenbach  | Hinzenbach | Ljubno      | Ljubno      | Pjongczang | Pjongczang | Oslo        | punkty    | punkty      | punkty      | punkty      | punkty      | punkty | punkty | punkty | punkty | punkty | punkty | punkty | punkty | punkty | punkty | punkty | punkty | punkty | punkty |        |        |        |        |        |        |        |        |        |        |        |        |
| q | 38          | 36               | q                | -          | -          | q          | q       | q      | q           | -           | -           | -           | -          | -           | -           | 22         | 19         | -           | 21        | 21          | 21          | 21          | 21          | 21     | 21     | 21     | 21     | 21     | 21     | 21     | 21     | 21     | 21     | 21     | 21     | 21     | 21     |        |        |        |        |        |        |        |        |        |        |        |        |
| Sezon 2017/2018 |             |                  |                  |            |            |            |         |        |             |             |             |             |            |             |             |            |            |             |           |             |             |             |             |        |        |        |        |        |        |        |        |        |        |        |        |        |        |        |        |        |        |        |        |        |        |        |        |        |        |
| Lillehammer | Lillehammer | Lillehammer      | Hinterzarten     | Sapporo    | Sapporo    | Zaō        | Zaō     | Ljubno | Ljubno      | Râșnov      | Râșnov      | Oslo        | Oberstdorf | Oberstdorf  | punkty      | punkty     | punkty     | punkty      | punkty    | punkty      | punkty      | punkty      | punkty      | punkty | punkty | punkty | punkty | punkty | punkty | punkty | punkty | punkty | punkty |        |        |        |        |        |        |        |        |        |        |        |        |        |        |        |        |
| q | q           | -                | q                | dq         | 37         | 30         | 40      | -      | -           | -           | -           | -           | -          | -           | 1           | 1          | 1          | 1           | 1         | 1           | 1           | 1           | 1           | 1      | 1      | 1      | 1      | 1      | 1      | 1      | 1      | 1      | 1      |        |        |        |        |        |        |        |        |        |        |        |        |        |        |        |        |
| Sezon 2018/2019 |             |                  |                  |            |            |            |         |        |             |             |             |             |            |             |             |            |            |             |           |             |             |             |             |        |        |        |        |        |        |        |        |        |        |        |        |        |        |        |        |        |        |        |        |        |        |        |        |        |        |
| Lillehammer | Lillehammer | Lillehammer      | Prémanon         | Prémanon   | Sapporo    | Sapporo    | Zaō     | Zaō    | Râșnov      | Râșnov      | Hinzenbach  | Hinzenbach  | Ljubno     | Ljubno      | Oberstdorf  | Oberstdorf | Oslo       | Lillehammer | Trondheim | Niżny Tagił | Niżny Tagił | Czajkowskij | Czajkowskij | punkty |        |        |        |        |        |        |        |        |        |        |        |        |        |        |        |        |        |        |        |        |        |        |        |        |        |
| - | -           | -                | q                | q          | -          | -          | -       | -      | 37          | 40          | q           | -           | -          | -           | -           | -          | -          | -           | -         | -           | -           | -           | -           | 0      |        |        |        |        |        |        |        |        |        |        |        |        |        |        |        |        |        |        |        |        |        |        |        |        |        |
| Sezon 2019/2020 |             |                  |                  |            |            |            |         |        |             |             |             |             |            |             |             |            |            |             |           |             |             |             |             |        |        |        |        |        |        |        |        |        |        |        |        |        |        |        |        |        |        |        |        |        |        |        |        |        |        |
| Lillehammer | Lillehammer | Klingenthal      | Sapporo          | Sapporo    | Zaō        | Zaō        | Râșnov  | Râșnov | Oberstdorf  | Oberstdorf  | Hinzenbach  | Hinzenbach  | Ljubno     | Lillehammer | Lillehammer | punkty     | punkty     | punkty      | punkty    | punkty      | punkty      | punkty      | punkty      | punkty | punkty | punkty | punkty | punkty | punkty | punkty | punkty | punkty | punkty | punkty |        |        |        |        |        |        |        |        |        |        |        |        |        |        |        |
| - | -           | -                | -                | -          | -          | -          | -       | -      | -           | -           | q           | q           | q          | -           | -           | 0          | 0          | 0           | 0         | 0           | 0           | 0           | 0           | 0      | 0      | 0      | 0      | 0      | 0      | 0      | 0      | 0      | 0      | 0      |        |        |        |        |        |        |        |        |        |        |        |        |        |        |        |
| Sezon 2020/2021 |             |                  |                  |            |            |            |         |        |             |             |             |             |            |             |             |            |            |             |           |             |             |             |             |        |        |        |        |        |        |        |        |        |        |        |        |        |        |        |        |        |        |        |        |        |        |        |        |        |        |
| Ramsau | Ljubno      | Titisee-Neustadt | Titisee-Neustadt | Hinzenbach | Hinzenbach | Hinzenbach | Râșnov  | Râșnov | Niżny Tagił | Niżny Tagił | Czajkowskij | Czajkowskij | punkty     | punkty      | punkty      | punkty     | punkty     | punkty      | punkty    | punkty      | punkty      | punkty      | punkty      | punkty | punkty | punkty | punkty | punkty | punkty | punkty | punkty |        |        |        |        |        |        |        |        |        |        |        |        |        |        |        |        |        |        |
| - | q           | q                | q                | q          | q          | q          | -       | -      | -           | -           | -           | -           | 0          | 0           | 0           | 0          | 0          | 0           | 0         | 0           | 0           | 0           | 0           | 0      | 0      | 0      | 0      | 0      | 0      | 0      | 0      |        |        |        |        |        |        |        |        |        |        |        |        |        |        |        |        |        |        |
| Legenda |             |                  |                  |            |            |            |         |        |             |             |             |             |            |             |             |            |            |             |           |             |             |             |             |        |        |        |        |        |        |        |        |        |        |        |        |        |        |        |        |        |        |        |        |        |        |        |        |        |        |
| 1 2 3 4-10 11-30 poniżej 30 dq – dyskwalifikacja q – zawodniczka nie zakwalifikowała się - – zawodniczka nie wystartowała |             |                  |                  |            |            |            |         |        |             |             |             |             |            |             |             |            |            |             |           |             |             |             |             |        |        |        |        |        |        |        |        |        |        |        |        |        |        |        |        |        |        |        |        |        |        |        |        |        |        |

## Letnie Grand Prix

### Miejsca w klasyfikacji generalnej
| Sezon | Miejsce |
| ----- | ------- |
| 2017  | 23.     |

### Miejsca w poszczególnych konkursachLGP
| Źródło | Źródło           | Źródło         | Źródło            | Źródło            | Źródło | Źródło | Źródło | Źródło | Źródło | Źródło | Źródło | Źródło | Źródło | Źródło | Źródło | Źródło | Źródło | Źródło | Źródło | Źródło | Źródło | Źródło | Źródło | Źródło | Źródło | Źródło |
| --- | ---------------- | -------------- | ----------------- | ----------------- | ------ | ------ | ------ | ------ | ------ | ------ | ------ | ------ | ------ | ------ | ------ | ------ | ------ | ------ | ------ | ------ | ------ | ------ | ------ | ------ | ------ | ------ |
| 2017 |                  |                |                   |                   |        |        |        |        |        |        |        |        |        |        |        |        |        |        |        |        |        |        |        |        |        |        |
| Courchevel 11.08 | Frenštát 18.08   | Frenštát 19.08 | Czajkowskij 09.09 | Czajkowskij 10.09 | punkty |        |        |        |        |        |        |        |        |        |        |        |        |        |        |        |        |        |        |        |        |        |
| 22 | 10               | 28             | q                 | 32                | 38     |        |        |        |        |        |        |        |        |        |        |        |        |        |        |        |        |        |        |        |        |        |
| 2018 |                  |                |                   |                   |        |        |        |        |        |        |        |        |        |        |        |        |        |        |        |        |        |        |        |        |        |        |
| Hinterzarten 28.07 | Courchevel 10.08 | Frenštát 17.08 | Frenštát 18.08    | Czajkowskij 09.09 | punkty |        |        |        |        |        |        |        |        |        |        |        |        |        |        |        |        |        |        |        |        |        |
| - | -                | 33             | q                 | -                 | 0      |        |        |        |        |        |        |        |        |        |        |        |        |        |        |        |        |        |        |        |        |        |
| 2019 |                  |                |                   |                   |        |        |        |        |        |        |        |        |        |        |        |        |        |        |        |        |        |        |        |        |        |        |
| Hinterzarten 26.07 | Courchevel 09.08 | Frenštát 18.08 | punkty            | punkty            | punkty | punkty | punkty | punkty | punkty | punkty | punkty |        |        |        |        |        |        |        |        |        |        |        |        |        |        |        |
| - | -                | q              | 0                 | 0                 | 0      | 0      | 0      | 0      | 0      | 0      | 0      |        |        |        |        |        |        |        |        |        |        |        |        |        |        |        |
| Legenda |                  |                |                   |                   |        |        |        |        |        |        |        |        |        |        |        |        |        |        |        |        |        |        |        |        |        |        |
| 1 2 3 4-10 11-30 poniżej 30 q – dyskwalifikacja w kwalifikacjach q – zawodniczka nie zakwalifikowała się - – zawodniczka nie wystartowała |                  |                |                   |                   |        |        |        |        |        |        |        |        |        |        |        |        |        |        |        |        |        |        |        |        |        |        |

## Puchar Kontynentalny

### Miejsca w klasyfikacji generalnej
| Sezon     | Miejsce |
| --------- | ------- |
| 2016/2017 | 17.     |
| 2018/2019 | 48.     |
| 2020/2021 | 22.     |

### Miejsca w poszczególnych konkursachPucharu Kontynentalnego
| Źródło                                                                            | Źródło     | Źródło  | Źródło  | Źródło     | Źródło     | Źródło | Źródło | Źródło | Źródło | Źródło | Źródło | Źródło | Źródło | Źródło | Źródło | Źródło | Źródło | Źródło | Źródło | Źródło | Źródło | Źródło | Źródło | Źródło | Źródło | Źródło | Źródło | Źródło | Źródło | Źródło | Źródło | Źródło | Źródło | Źródło | Źródło | Źródło | Źródło | Źródło | Źródło |
| --------------------------------------------------------------------------------- | ---------- | ------- | ------- | ---------- | ---------- | ------ | ------ | ------ | ------ | ------ | ------ | ------ | ------ | ------ | ------ | ------ | ------ | ------ | ------ | ------ | ------ | ------ | ------ | ------ | ------ | ------ | ------ | ------ | ------ | ------ | ------ | ------ | ------ | ------ | ------ | ------ | ------ | ------ | ------ |
| Sezon 2016/2017                                                                   |            |         |         |            |            |        |        |        |        |        |        |        |        |        |        |        |        |        |        |        |        |        |        |        |        |        |        |        |        |        |        |        |        |        |        |        |        |        |        |
| Notodden                                                                          | Notodden   | punkty  | punkty  | punkty     | punkty     | punkty | punkty | punkty | punkty | punkty | punkty | punkty | punkty | punkty | punkty | punkty | punkty | punkty | punkty | punkty |        |        |        |        |        |        |        |        |        |        |        |        |        |        |        |        |        |        |        |
| 16                                                                                | 17         | 29      | 29      | 29         | 29         | 29     | 29     | 29     | 29     | 29     | 29     | 29     | 29     | 29     | 29     | 29     | 29     | 29     | 29     | 29     |        |        |        |        |        |        |        |        |        |        |        |        |        |        |        |        |        |        |        |
| Sezon 2018/2019                                                                   |            |         |         |            |            |        |        |        |        |        |        |        |        |        |        |        |        |        |        |        |        |        |        |        |        |        |        |        |        |        |        |        |        |        |        |        |        |        |        |
| Notodden                                                                          | Notodden   | Planica | Planica | Brotterode | Brotterode | punkty |        |        |        |        |        |        |        |        |        |        |        |        |        |        |        |        |        |        |        |        |        |        |        |        |        |        |        |        |        |        |        |        |        |
| -                                                                                 | -          | 20      | 23      | -          | -          | 19     |        |        |        |        |        |        |        |        |        |        |        |        |        |        |        |        |        |        |        |        |        |        |        |        |        |        |        |        |        |        |        |        |        |
| Sezon 2020/2021                                                                   |            |         |         |            |            |        |        |        |        |        |        |        |        |        |        |        |        |        |        |        |        |        |        |        |        |        |        |        |        |        |        |        |        |        |        |        |        |        |        |
| Brotterode                                                                        | Brotterode | punkty  | punkty  | punkty     | punkty     | punkty | punkty | punkty | punkty | punkty | punkty | punkty | punkty | punkty | punkty | punkty | punkty | punkty | punkty | punkty |        |        |        |        |        |        |        |        |        |        |        |        |        |        |        |        |        |        |        |
| 22                                                                                | 23         | 17      | 17      | 17         | 17         | 17     | 17     | 17     | 17     | 17     | 17     | 17     | 17     | 17     | 17     | 17     | 17     | 17     | 17     | 17     |        |        |        |        |        |        |        |        |        |        |        |        |        |        |        |        |        |        |        |
| Legenda                                                                           |            |         |         |            |            |        |        |        |        |        |        |        |        |        |        |        |        |        |        |        |        |        |        |        |        |        |        |        |        |        |        |        |        |        |        |        |        |        |        |
| 1 2 3 4-10 11-30 poniżej 30 dq – dyskwalifikacja - − zawodniczka nie wystartowała |            |         |         |            |            |        |        |        |        |        |        |        |        |        |        |        |        |        |        |        |        |        |        |        |        |        |        |        |        |        |        |        |        |        |        |        |        |        |        |

## Letni Puchar Kontynentalny

### Miejsca w klasyfikacji generalnej
| Sezon | Miejsce |
| ----- | ------- |
| 2016  | 9.      |
| 2019  | 65.     |

### Miejsca w poszczególnych konkursachLetniego Pucharu Kontynentalnego
| Źródło                                                                            | Źródło         | Źródło      | Źródło  | Źródło      | Źródło | Źródło | Źródło | Źródło | Źródło | Źródło | Źródło | Źródło | Źródło | Źródło | Źródło | Źródło | Źródło | Źródło | Źródło | Źródło | Źródło | Źródło | Źródło | Źródło | Źródło | Źródło |
| --------------------------------------------------------------------------------- | -------------- | ----------- | ------- | ----------- | ------ | ------ | ------ | ------ | ------ | ------ | ------ | ------ | ------ | ------ | ------ | ------ | ------ | ------ | ------ | ------ | ------ | ------ | ------ | ------ | ------ | ------ |
| 2016                                                                              |                |             |         |             |        |        |        |        |        |        |        |        |        |        |        |        |        |        |        |        |        |        |        |        |        |        |
| Oberwiesenthal                                                                    | Oberwiesenthal | Lillehammer | punkty  | punkty      | punkty | punkty | punkty | punkty | punkty | punkty | punkty |        |        |        |        |        |        |        |        |        |        |        |        |        |        |        |
| 6                                                                                 | 11             | 11          | 88      | 88          | 88     | 88     | 88     | 88     | 88     | 88     | 88     |        |        |        |        |        |        |        |        |        |        |        |        |        |        |        |
| 2019                                                                              |                |             |         |             |        |        |        |        |        |        |        |        |        |        |        |        |        |        |        |        |        |        |        |        |        |        |
| Szczuczyńsk                                                                       | Szczuczyńsk    | Szczyrk     | Szczyrk | Lillehammer | Stams  | Stams  | punkty |        |        |        |        |        |        |        |        |        |        |        |        |        |        |        |        |        |        |        |
| -                                                                                 | -              | 19          | 25      | -           | -      | -      | 18     |        |        |        |        |        |        |        |        |        |        |        |        |        |        |        |        |        |        |        |
| Legenda                                                                           |                |             |         |             |        |        |        |        |        |        |        |        |        |        |        |        |        |        |        |        |        |        |        |        |        |        |
| 1 2 3 4-10 11-30 poniżej 30 dq – dyskwalifikacja - − zawodniczka nie wystartowała |                |             |         |             |        |        |        |        |        |        |        |        |        |        |        |        |        |        |        |        |        |        |        |        |        |        |

## FIS Cup

### Miejsca w klasyfikacji generalnej
| Sezon     | Miejsce |
| --------- | ------- |
| 2015/2016 | 52.     |
| 2016/2017 | 6.      |
| 2018/2019 | 13.     |
| 2019/2020 | 43.     |

### Miejsca na podium w konkursach indywidualnych FIS Cupu chronologicznie
| Nr | Dzień      | Rok  | Miejscowość | Skocznia          | Punkt K | HS     | Skok 1 | Skok 2 | Nota      | Lok. | Strata   | Zwyciężczyni   |
| -- | ---------- | ---- | ----------- | ----------------- | ------- | ------ | ------ | ------ | --------- | ---- | -------- | -------------- |
| 1. | 9 lipca    | 2016 | Szczyrk     | Skalite           | K-95    | HS-106 | 84,0 m | 94,5 m | 193,5 pkt | 3.   | 17,0 pkt | Kinga Rajda    |
| 2. | 10 lipca   | 2016 | Szczyrk     | Skalite           | K-95    | HS-106 | 91,0 m | 88,5 m | 195,0 pkt | 3.   | 16,0 pkt | Kinga Rajda    |
| 3. | 19 grudnia | 2018 | Park City   | Utah Olympic Park | K-90    | HS-100 | 79,0 m | 88,5 m | 182,6 pkt | 3.   | 24,8 pkt | Natalie Eilers |
| 4. | 20 grudnia | 2018 | Park City   | Utah Olympic Park | K-90    | HS-100 | 87,0 m | 89,5 m | 227,2 pkt | 3.   | 9,1 pkt  | Taylor Henrich |

### Miejsca w poszczególnych konkursachFIS Cupu
| Źródło                                                                            | Źródło  | Źródło      | Źródło      | Źródło     | Źródło     | Źródło       | Źródło       | Źródło    | Źródło    | Źródło         | Źródło         | Źródło     | Źródło    | Źródło  | Źródło  | Źródło | Źródło | Źródło | Źródło | Źródło | Źródło | Źródło | Źródło | Źródło | Źródło | Źródło | Źródło | Źródło | Źródło | Źródło | Źródło | Źródło | Źródło | Źródło | Źródło | Źródło | Źródło | Źródło | Źródło |
| --------------------------------------------------------------------------------- | ------- | ----------- | ----------- | ---------- | ---------- | ------------ | ------------ | --------- | --------- | -------------- | -------------- | ---------- | --------- | ------- | ------- | ------ | ------ | ------ | ------ | ------ | ------ | ------ | ------ | ------ | ------ | ------ | ------ | ------ | ------ | ------ | ------ | ------ | ------ | ------ | ------ | ------ | ------ | ------ | ------ |
| Sezon 2015/2016                                                                   |         |             |             |            |            |              |              |           |           |                |                |            |           |         |         |        |        |        |        |        |        |        |        |        |        |        |        |        |        |        |        |        |        |        |        |        |        |        |        |
| Villach                                                                           | Villach | Szczyrk     | Szczyrk     | Râșnov     | Râșnov     | Harrachov    | Harrachov    | punkty    | punkty    | punkty         | punkty         | punkty     | punkty    | punkty  | punkty  | punkty | punkty | punkty | punkty | punkty | punkty | punkty | punkty | punkty | punkty | punkty |        |        |        |        |        |        |        |        |        |        |        |        |        |
| -                                                                                 | -       | -           | -           | -          | -          | 23           | 13           | 28        | 28        | 28             | 28             | 28         | 28        | 28      | 28      | 28     | 28     | 28     | 28     | 28     | 28     | 28     | 28     | 28     | 28     | 28     |        |        |        |        |        |        |        |        |        |        |        |        |        |
| Sezon 2016/2017                                                                   |         |             |             |            |            |              |              |           |           |                |                |            |           |         |         |        |        |        |        |        |        |        |        |        |        |        |        |        |        |        |        |        |        |        |        |        |        |        |        |
| Villach                                                                           | Villach | Szczyrk     | Szczyrk     | Einsiedeln | Einsiedeln | Hinterzarten | Hinterzarten | Râșnov    | Râșnov    | Notodden       | Eau Claire     | Eau Claire | punkty    | punkty  | punkty  | punkty | punkty | punkty | punkty | punkty | punkty | punkty | punkty | punkty | punkty | punkty | punkty | punkty | punkty | punkty | punkty |        |        |        |        |        |        |        |        |
| 6                                                                                 | 10      | 3           | 3           | -          | -          | -            | -            | -         | -         | 12             | -              | -          | 208       | 208     | 208     | 208    | 208    | 208    | 208    | 208    | 208    | 208    | 208    | 208    | 208    | 208    | 208    | 208    | 208    | 208    | 208    |        |        |        |        |        |        |        |        |
| Sezon 2018/2019                                                                   |         |             |             |            |            |              |              |           |           |                |                |            |           |         |         |        |        |        |        |        |        |        |        |        |        |        |        |        |        |        |        |        |        |        |        |        |        |        |        |
| Villach                                                                           | Villach | Szczyrk     | Szczyrk     | Râșnov     | Râșnov     | Park City    | Park City    | Rastbüchl | Rastbüchl | Villach        | Villach        | punkty     | punkty    | punkty  | punkty  | punkty | punkty | punkty | punkty | punkty | punkty | punkty | punkty | punkty | punkty | punkty | punkty | punkty | punkty | punkty |        |        |        |        |        |        |        |        |        |
| -                                                                                 | -       | 13          | 13          | -          | -          | 3            | 3            | -         | -         | -              | -              | 160        | 160       | 160     | 160     | 160    | 160    | 160    | 160    | 160    | 160    | 160    | 160    | 160    | 160    | 160    | 160    | 160    | 160    | 160    |        |        |        |        |        |        |        |        |        |
| Sezon 2019/2020                                                                   |         |             |             |            |            |              |              |           |           |                |                |            |           |         |         |        |        |        |        |        |        |        |        |        |        |        |        |        |        |        |        |        |        |        |        |        |        |        |        |
| Szczyrk                                                                           | Szczyrk | Szczuczyńsk | Szczuczyńsk | Ljubno     | Ljubno     | Râșnov       | Râșnov       | Villach   | Villach   | Oberwiesenthal | Oberwiesenthal | Rastbüchl  | Rastbüchl | Villach | Villach | punkty |        |        |        |        |        |        |        |        |        |        |        |        |        |        |        |        |        |        |        |        |        |        |        |
| -                                                                                 | -       | -           | -           | 9          | 18         | -            | -            | -         | -         | -              | -              | -          | -         | 11      | 16      | 81     |        |        |        |        |        |        |        |        |        |        |        |        |        |        |        |        |        |        |        |        |        |        |        |
| Legenda                                                                           |         |             |             |            |            |              |              |           |           |                |                |            |           |         |         |        |        |        |        |        |        |        |        |        |        |        |        |        |        |        |        |        |        |        |        |        |        |        |        |
| 1 2 3 4-10 11-30 poniżej 30 dq – dyskwalifikacja - − zawodniczka nie wystartowała |         |             |             |            |            |              |              |           |           |                |                |            |           |         |         |        |        |        |        |        |        |        |        |        |        |        |        |        |        |        |        |        |        |        |        |        |        |        |        |